# Jan Siberechts

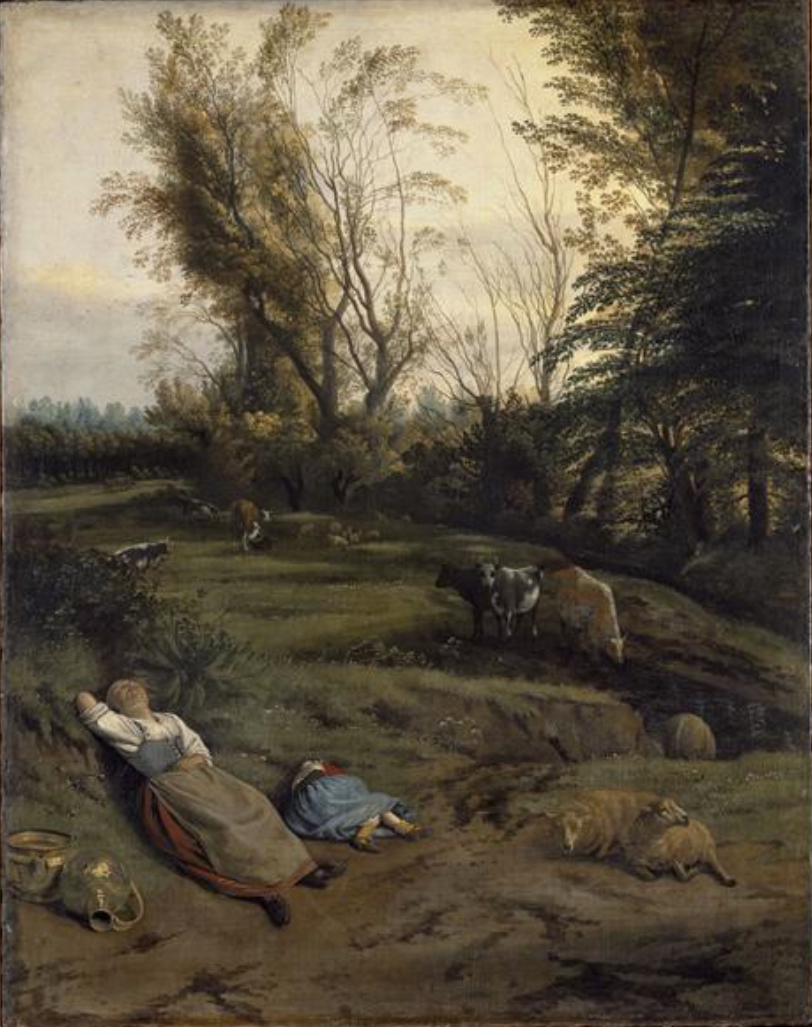
Prado con dos pastoras durmiendo, último tercio del, obra de Siberechts.

Jan Siberechts (Amberes, 1627 – Londres, h. 1700/1703) fue un pintor paisajista flamenco. 

## Biografía
Nació en Amberes, hijo de un escultor con el mismo nombre. En el año 1648/1649 ingresó en la guilda de san Lucas, esto es, la cofradía de pintores, de Amberes. Se cree que antes había hecho un viaje a Italia. Después de establecerse como artista en Flandes, se trasladó a Inglaterra cuando tenía cuarenta y tantos años (h. 1672), entrando al servicio del duque de Buckingham. Murió en Londres.
Sus paisajes son típicos de la escuela flamenca. Sus primeras obras son de estilo italianizante, semejantes a las de Both, Berchem y Dujardin. En los años 1660 se interesó sobre todo por representar fragmentos de naturaleza; un prado, un vado, y todo ello iluminado por una luz plateada. Sin embargo, cuando trabajó en Inglaterra se preocupó más bien de la exactitud topográfica en perspectivas más amplias, en las que dominan los tonos marronáceos.

## Obras
- Pastora, años 1660, Museo del Hermitage, San Petersburgo
- El vado, h. 1672, Museo Thyssen-Bornemisza, Madrid
- Paisaje con río y carruaje, 1674, Museo J. Paul Getty, Los Ángeles
- Explotación de hortelanos, Museos reales de Bellas Artes, Amberes
- Paisaje con arco iris (Henley-on-Thames), h. 1690, óleo sobre lienzo, Tate Gallery, Londres